# Torre Latinoamericana

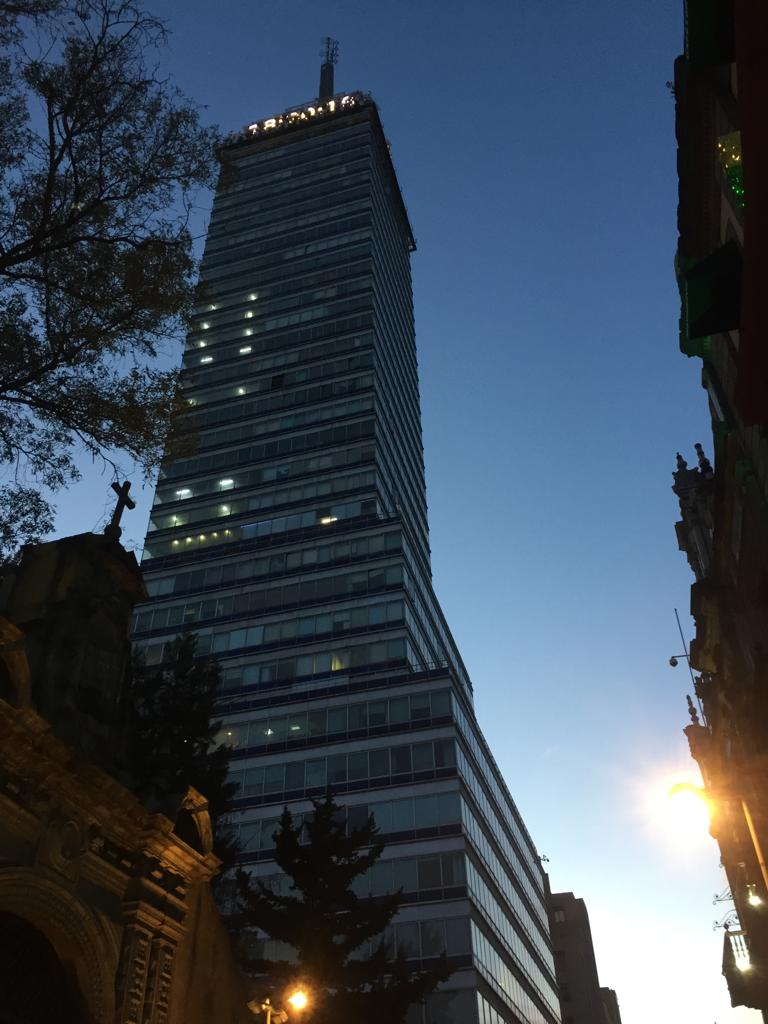
Torre Latinoamericana de noche.

La Torre Latinoamericana es un rascacielos ubicado en la esquina de las calles avenida Francisco I. Madero y el Eje Central Lázaro Cárdenas, dentro de la Alcaldía Cuauhtémoc en el centro histórico de la Ciudad de México. Su ubicación céntrica, su altura (182 metros si se incluye la antena, con 44 pisos) y su historia la han convertido en uno de los edificios más emblemáticos de la Ciudad de México.
Fue diseñada por el arquitecto mexicano Augusto H. Álvarez y construida por el arquitecto Alfonso González Paullada. Superó a la Torre Anáhuac y a la Torre Miguel E Abed en Ciudad de México y al rascacielos Altino Arantes en Brasil. Fue también el edificio más alto de la ciudad desde su construcción en 1956 hasta 1972, año en que se completó el Hotel de México.
Se inauguró como el primer edificio antisísmico en el mundo. Además, aunque Brasil hizo el primer  rascacielos en Latinoamérica, la torre fue el primer rascacielos en construirse en una zona de alto riesgo sísmico, por lo cual sirvió de experimento para la cimentación y construcción de futuros edificios en el mundo.

## Historia

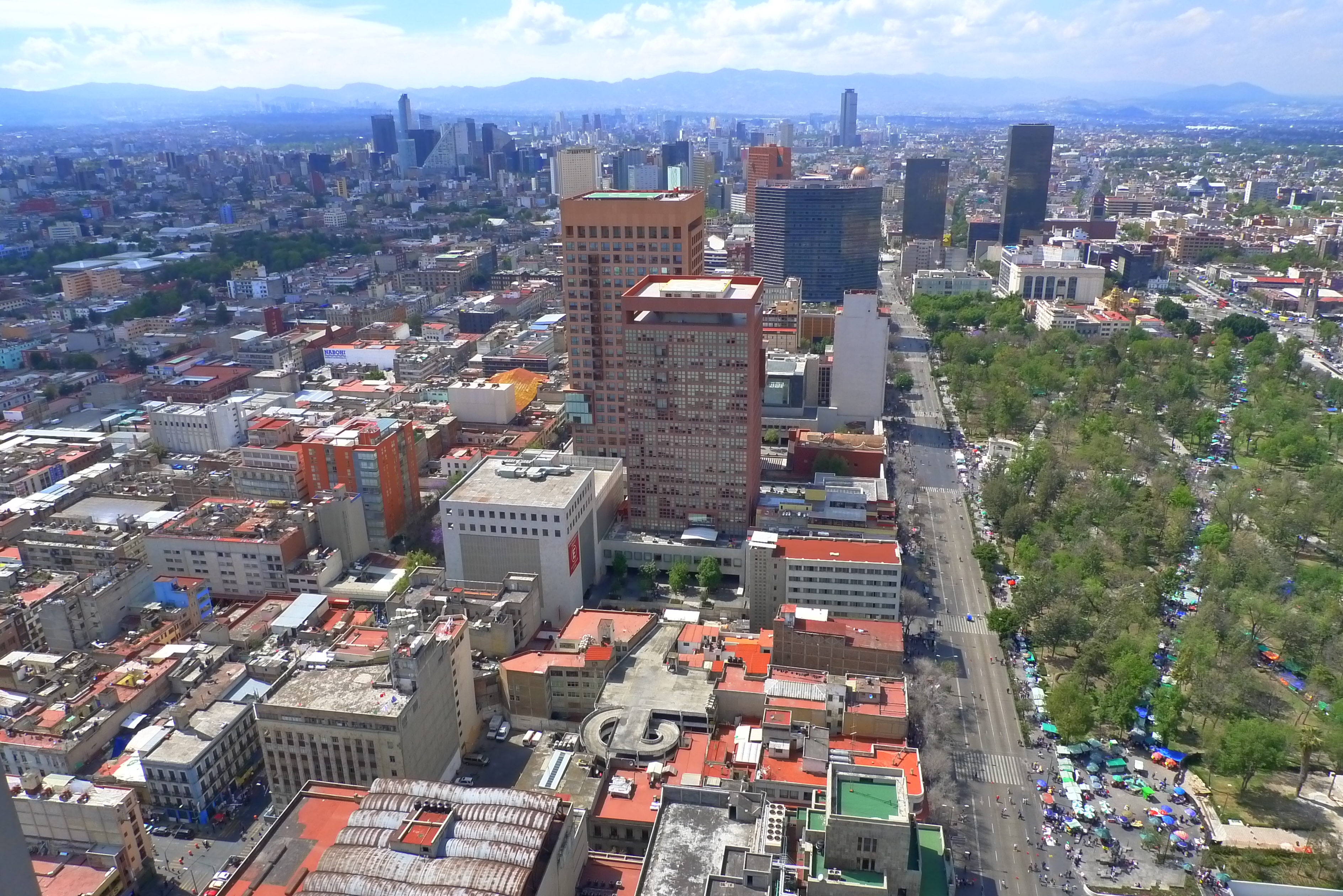
La Alameda Central, vista desde la Torre Latinoamericana.

Antiguamente fue ocupado  por la casa de animales del Tlatoani Mexica Moctezuma II, y tras la conquista, se construyó el antiguo Convento de San Francisco.

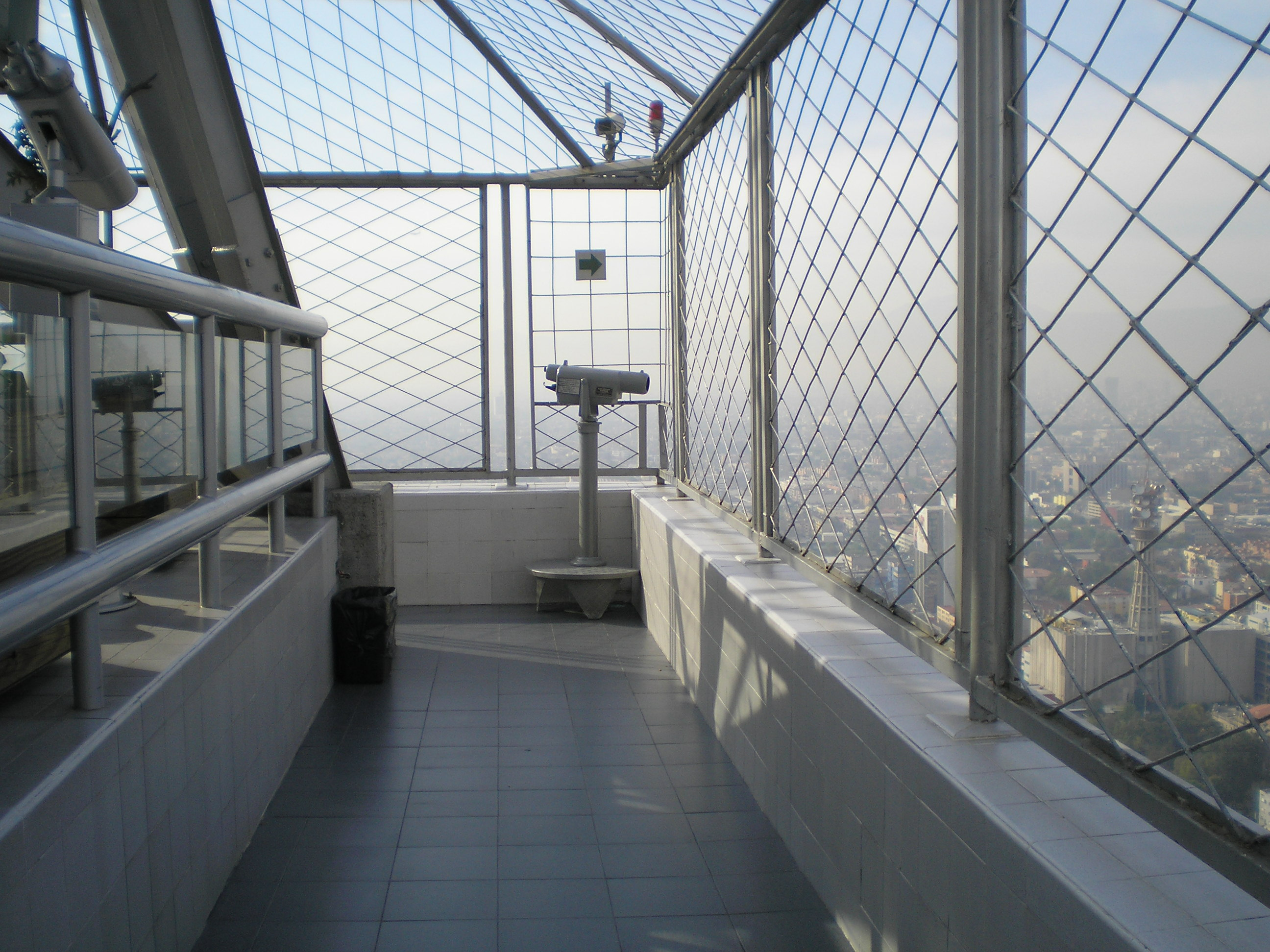
Mirador de la Torre Latinoamericana.

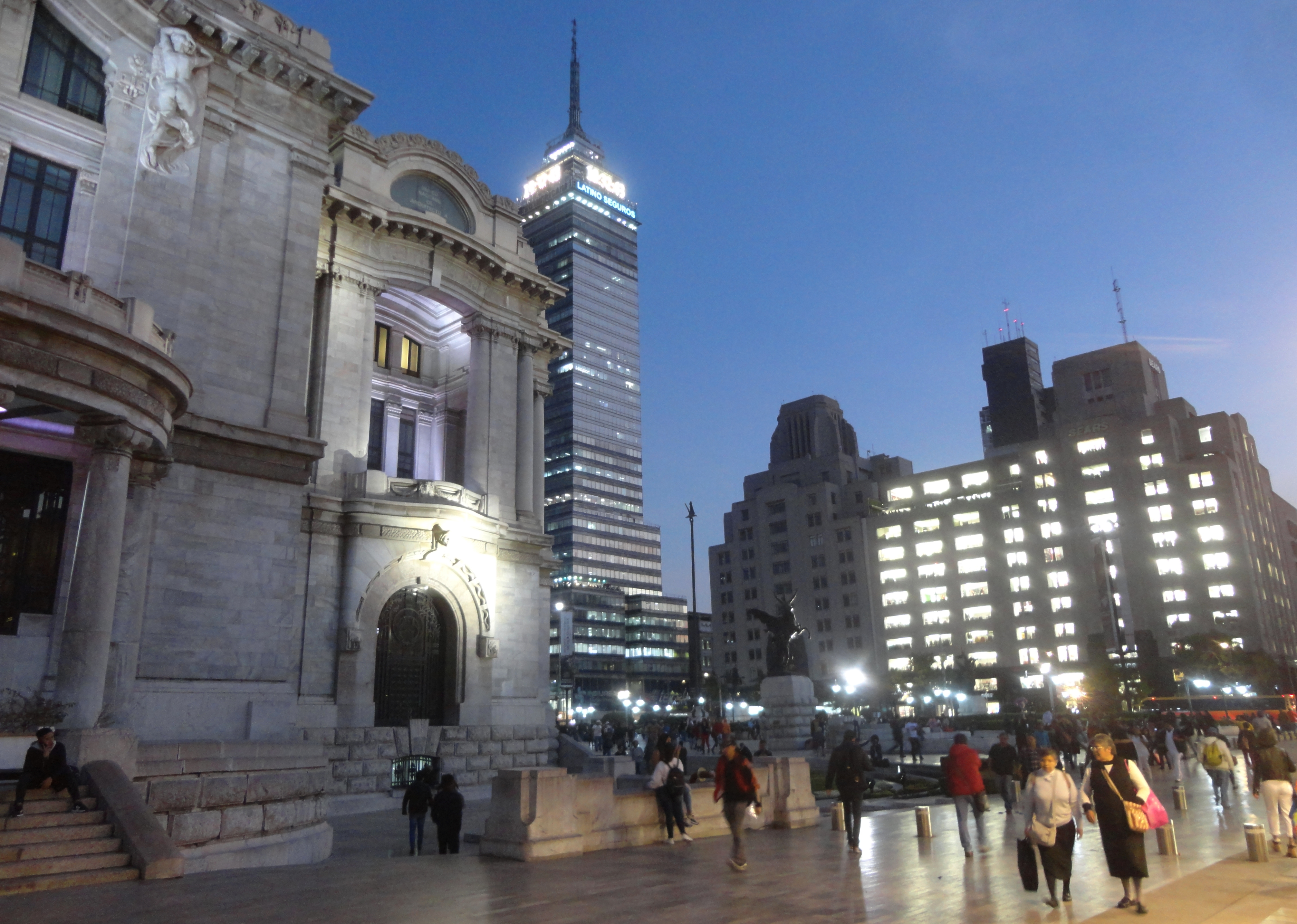
Vista desde el patio del Palacio de Bellas Artes.

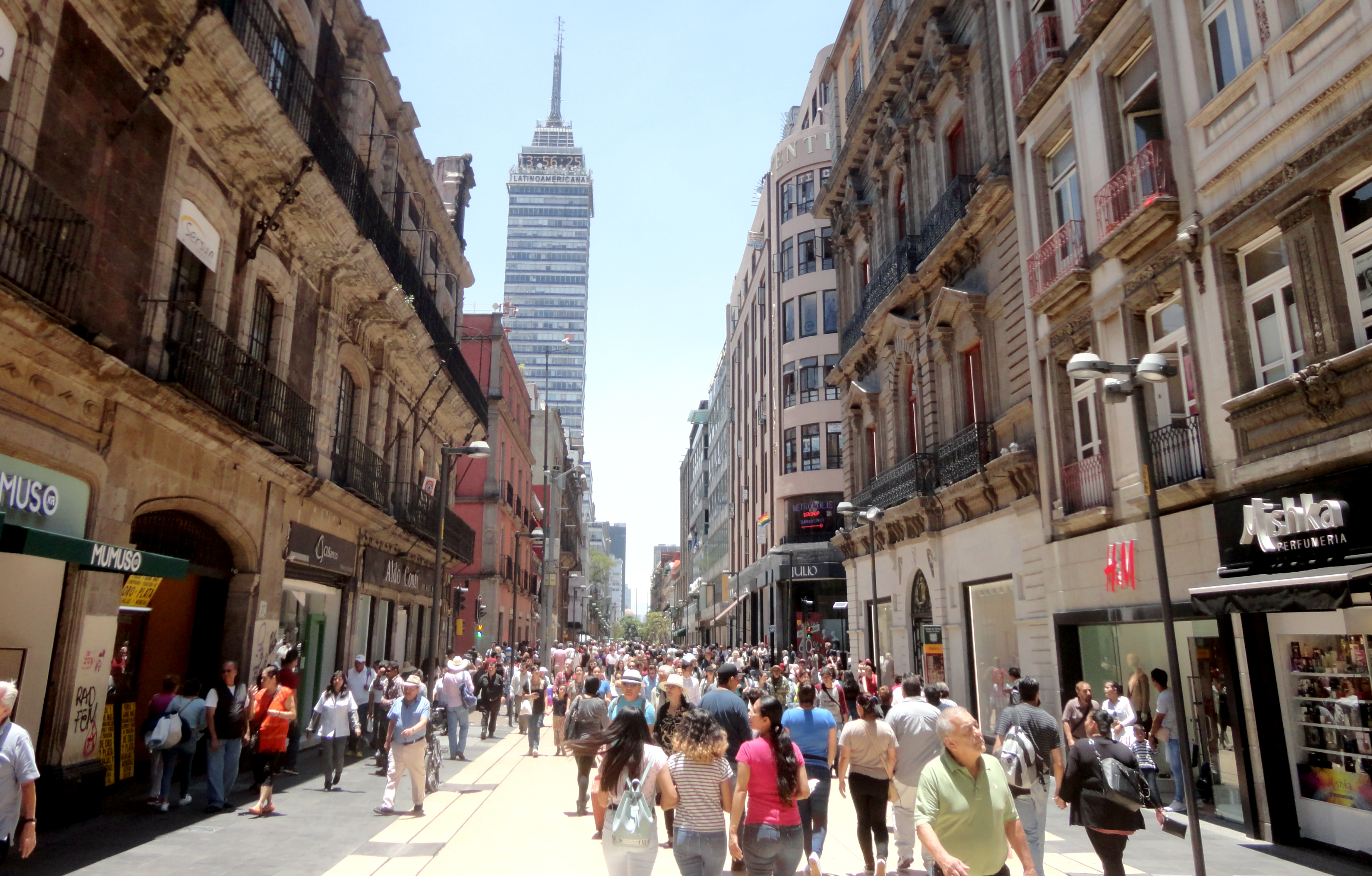
Torre Latinoamericana vista desde calle Madero.

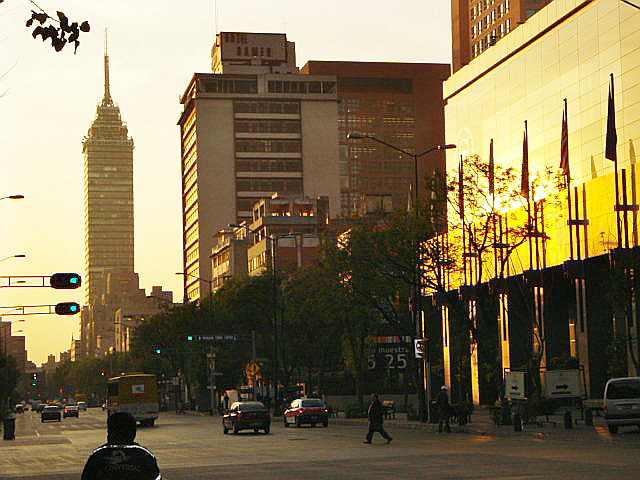
Vista desde avenida Juárez.

En 1946, la compañía de seguros La Latinoamericana obtuvo permiso de la Secretaría de Hacienda para construir el rascacielos más alto de América Latina, en las calles de Madero y San Juan de Letrán (luego renombrado Eje Central Lázaro Cárdenas), con 44 pisos.
La Torre Latinoamericana se construyó para alojar a la compañía La Latinoamericana, Seguros, S.A. Los nombres de los miembros de este grupo de empresarios mexicanos son: Miguel S. Macedo, José A. Escandón y Teodoro Amerlinck. Originalmente, la compañía ocupaba un edificio más pequeño, en la misma ubicación.
En 1947, la compañía se reubicó temporalmente a una oficina cercana, durante los ocho años que duró el trabajo de construcción de la torre.
Para este ambicioso proyecto, se contrató a un grupo de profesionales: Leonardo Zeevaert, Adolfo Zeevaert y los arquitectos Augusto H. Álvarez y Alfonso González Paullada.
La construcción de la torre se inició en febrero de 1948. Leonardo Zeevaert elaboró un amplio programa de investigación del subsuelo para conocer la vulnerabilidad sísmica a la que se enfrentaría la torre y así poder dotar al edificio de un buen aislamiento sísmico para soportar sin problema alguno los movimientos telúricos a los cuales sería sometido. El programa consistió en:
- Sondeo con muestras inalteradas hasta 50 m, en el sitio del edificio;
- instalación de piezómetros a 18, 28, 33 y 50 m, en el lugar, en la banqueta y en la Alameda Central;
- Instalaciones de bancos de nivel en el lugar y en la Alameda.

Después del estudio, Zeevaert llegó a la conclusión de proyectar una cimentación y estructural que crearía paradigmas en la ingeniería moderna, ya que el subsuelo de la ciudad es fangoso, con consistencia esponjosa. Fue necesario hincar 361 pilotes especialmente diseñados, hasta una profundidad de 33 m para cimentar la torre. Se colocó una cimentación de concreto que permite que el edificio, literalmente "flote" en el subsuelo, independientemente del soporte que le proporcionan los pilotes. Esta tecnología, original de México, fue la primera de su tipo en el mundo y sigue siendo utilizada por todos los constructores de rascacielos para zonas de alto riesgo sísmico.
Para soportar un peso total de edificio de 24.100 toneladas, se construyó una estructura rígida de acero con un peso de 3.200 toneladas; que dan forma a 3 sótanos y a 44 pisos que se elevan a 134 metros, más un pararrayos de 54 metros, totalizando 181.33 metros sobre el nivel de la calle, con una superficie construida de 27.700 metros cuadrados de cristal y 3.200 metros de lámina acanalada de aluminio; la instalación sanitaria por sí sola pesa 50 toneladas y existen más de 4.000 lámparas para iluminación.
La Torre Latinoamericana quedó finalizada el 30 de abril de 1956, y se inauguró oficialmente el 30 de abril del mismo año, y es así como la compañía se mudó a la torre, en los pisos 4.º al 8.º. El resto del espacio de oficinas en la torre se ofrecía en alquiler. Al momento de su terminación la Torre Latinoamericana era el edificio más alto de Latinoamérica. Su mirador público, ubicado en el piso 44°, fue el más alto de la ciudad, hasta la apertura del mirador en el piso 52 de la Torre Mayor, en diciembre del 2004. No obstante, por su céntrica ubicación, se dice que el mirador de la Torre Latino ofrece a la gente la mejor vista de la ciudad.
La torre ganó prestigio a nivel mundial, cuando se supo que resistió un fuerte terremoto, el 28 de julio de 1957, de magnitud 7.7 (MW), debido a su construcción con estructura de acero y pilotes profundos, que fueron necesarios dada la frecuencia de sismos en la Ciudad de México, y la composición lodosa del suelo, que hace complicada la construcción sobre ese terreno. Gracias a ello, recibió el premio del American Institute of Steel Construction (Instituto Norteamericano de la Construcción de Acero), por ser "el edificio más alto que jamás haya sido expuesto a una enorme fuerza sísmica", como atestiguan inscripciones en sendas placas en el vestíbulo y mirador del edificio. En 1985, la torre resistió el terremoto del 19 de septiembre, cuya magnitud fue de 8,1 (MW) con epicentro en la costa de Michoacán, y con duración aproximada de poco más de 2 minutos; el 20 de septiembre de ese mismo año, soportó la réplica más grande de este terremoto, que alcanzó una magnitud de 7,5 (MW), con epicentro cerca de Zihuatanejo, Guerrero y, por último, el terremoto del 19 de septiembre del 2017, con una magnitud de 7,1 (MW), con epicentro en los límites de los estados de Morelos y de Puebla, y, después de estos movimientos telúricos, no ha sufrido daños de consideración.
A la fecha, se le considera uno de los edificios más seguros de la ciudad y del mundo a pesar de su ubicación potencialmente peligrosa.
En el año 2002, el empresario mexicano Carlos Slim adquirió los pisos inferiores de la torre; la torre celebró su 50.º aniversario en 2006. El 30 de abril de dicho año tuvo lugar una ceremonia que incluyó la reapertura de los pisos 38 al 44, que fueron remodelados y un museo. Entre los planes futuros para la torre se incluye el remozamiento de la fachada con materiales modernos, manteniendo el diseño y aspecto original; la torre se considera un monumento histórico. Por ley el aspecto de la fachada no puede alterarse.
Ya no es el rascacielos más alto de Ciudad de México, pero sí uno de los más prestigiosos por ser el primero en el mundo que se construyó en una zona sísmica y en un suelo fangoso, y por ser un icono de la ciudad, debido a su historia del rascacielos más alto del planeta, fuera de Estados Unidos.

## Arquitectura
La idea inicial era apoyar al rascacielos en pilotes dirigidos al lecho de la capa de lodo, pero finalmente se decidió apoyar al edificio al nivel de los 33 metros debido a los altos costos.

### Construcción
Los trabajadores hundieron 361 pilotes fondo a fondo, patentados por la Western Foundation Corp., a 33 metros de profundidad para soportar 13,000 toneladas del peso del edificio, mientras que las restantes 12,000 toneladas se apoyaron en una plancha en forma de olla de concreto reforzado que podía flotar sobre un sistema hidráulico presurizado por agua.
El sistema no sólo regula el peso ejercido sobre los pilotes, sino que también puede usarse para mantener la verticalidad del edificio mediante ajustes en la plancha de cimientos. Se reforzó la estructura de los pisos 37 a 40 y la antena se redujo a 44 metros. En 1952 la estructura de acero ya se encontraba en su sitio, durante 1953 se vaciaron los pisos de la plancha, lo que daría al edificio su rigidez final. Las planchas se vaciaron de un modo poco usual: del 1° al 9° piso, después de 14° al 10° en orden descendente y finalmente del 40° al 15°

### Fachada
La fachada mantiene materiales modernos de los cuales son vidrio y aluminio, una de sus aportaciones que atrajo en el vidrio, fue el uso de un acristalamiento doble, que es un material aislante térmico y acústico. Toda la estructura metálica de la torre fue remachada a mano en cada junta mediante obra de mano mexicana. Es considerado un inmueble con valor artístico y por ley el aspecto de la fachada no se puede cambiar y ni ha cambiado desde su conclusión. 
El diseño original era de un edificio de 27 pisos para oficinas, con estructura de acero y concreto reforzado apoyado en una base de pilotes de madera. Posteriormente el proyecto se amplió a 40 pisos, lo que, según los arquitectos, dio al edificio proporciones más armoniosas.

#### Ventanas
Se instalaron ventanas de panel doble para resistir los fuertes vientos, reducir el ruido y controlar la temperatura; se instalaron así mismo tomas de aire para unidades de aire acondicionado.

## Detalles importantes
- Primer edificio en el mundo en cuya construcción se usó vidrio y aluminio para forrar el armazón.
- La Torre Latino se afianza mediante 300 pilotes de concreto en una capa de material sólido que los estudios de resonancia ubicaron a 50 m de profundidad. El edificio flota por un sistema de inyección de agua que equilibra sus movimientos ante irregularidades tectónicas.
- Al concluir su construcción, estuvo en la lista de los 6 rascacielos más altos del mundo.
- Durante mucho tiempo fue el rascacielos más alto construido en una zona de alto riesgo sísmico.
- El edificio está inspirado en el Empire State Building de Nueva York.
- El edificio está equipado con 8 elevadores (ascensores), de alta velocidad, que en su momento fueron los más rápidos del mundo.
- El área total del rascacielos es de 28,000 m².
- Ha sido junto con el Edificio La Nacional, Edificio Miguel E. Abed II , el Edificio Miguel E Abed, Torre Contigo y Edificio El Moro los seis únicos edificios en soportar 5 fuertes terremotos en todo el mundo.[cita requerida]
- La torre puede soportar un terremoto de 9 grados Richter.
- El arquitecto Manuel de la Colina diseñó primeramente un edificio de 25 pisos para la compañía de seguros La Latinoamericana. Su idea la transformó Augusto Álvarez, quien convenció al director de la Latinoamericana don Miguel S. Macedo de alcanzar una mayor altura. Así, la torre pasó a 182 m.Vista Inferior de la Torre LatinoamericanaVista desde Alameda Central

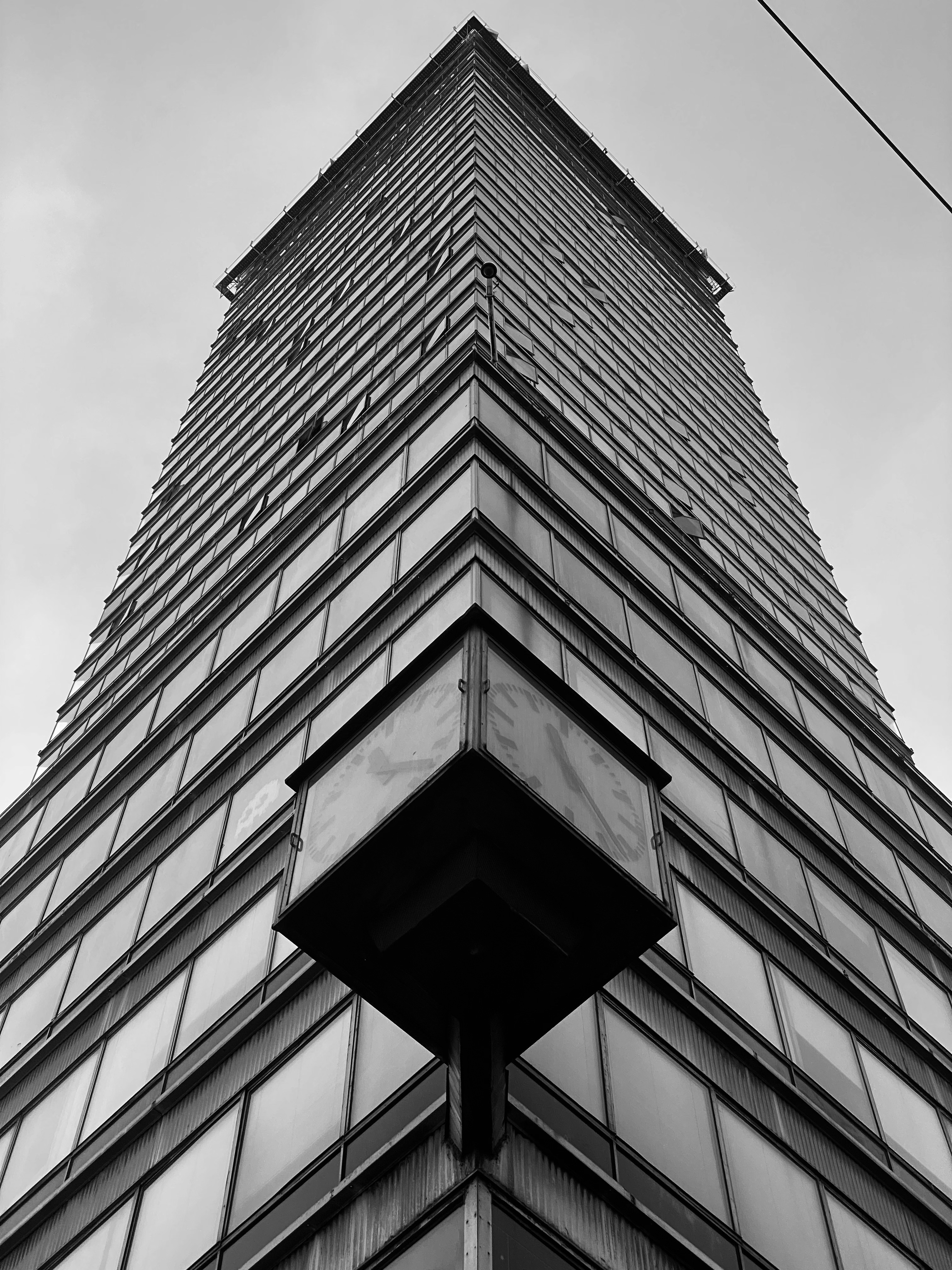
Vista Inferior de la Torre Latinoamericana

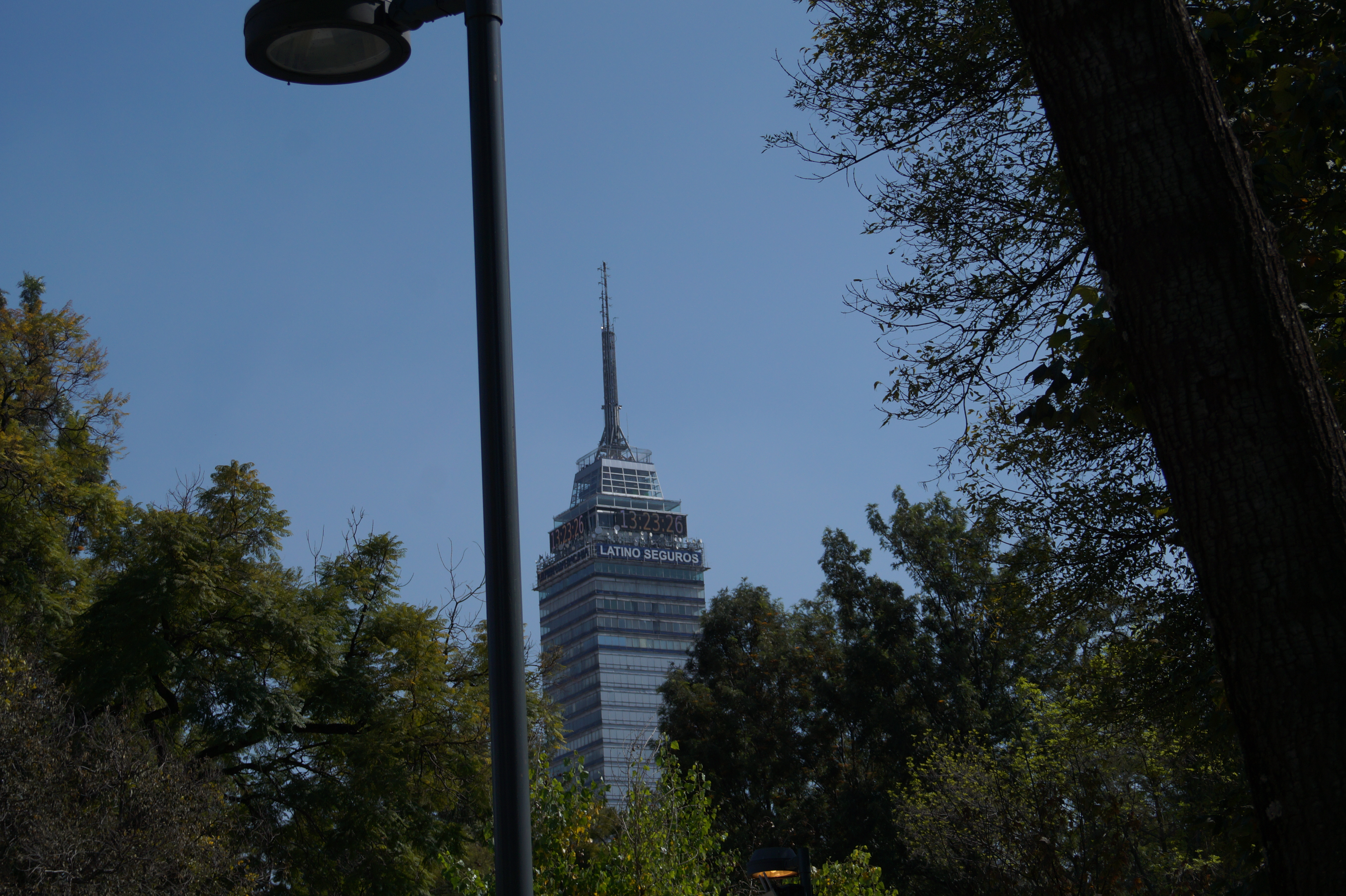
Vista desde Alameda Central

## Sitios de interés
Además de poseer oficinas en su interior, este distinguido rascacielos también posee sitios donde puedes pasar un excelente rato de placer para diferentes tipos de gustos, dependiendo cuál sea tu plan. Así como negocios de reparación y venta de celulares. Aquí algunos que pueden ser de tu interés:
- Piso 20: Reparación de celulares y Cursos. Ingeniería Móvil
- Piso 36: Museo del Bicentenario.
- Piso 37: Cafetería y tienda de suvenires.
- Piso 38: Museo de Exposición Permanente "La Ciudad y la Torre a través de los siglos".
- Piso 44: Terraza.

Cabe añadir que en los pisos 42 y 43 están dedicados a algunas exposiciones temporales en distintas épocas del año, acorde al mes que se trate.
Así mismo, los pisos 42 y 43 el domingo 24 de mayo de 1953, sufrieron cuantiosos daños derivados de un incendio el cual requirió de horas de esfuerzo por parte de Cuartel General de Bomberos debido a la gran distancia que las mangueras tuvieron que recorrer para lograr sofocar las llamas, se registran siete lesionados.
Además en el piso 41 de la Torre se encuentra un restaurante-bar.

## Datos clave
- Altura - 166 m. Estructural (182 m.)[3]
- Área Total - 27.700 m²
- Pisos - 3 niveles subterráneos en los 48 niveles totales.
- Estructura de concreto armado con:
  - 39,000 metros cúbicos de concreto
  - 3,200 toneladas de acero estructural y de refuerzo
  - 75 amortiguadores sísmicos.
- Peso total - 24.100 toneladas
- Cristalería total - 27.700 m²
- Total de lámina acanalada de aluminio - 3,200 m
- Peso total de la instalación sanitaria - 50 t
- Total de lámparas de iluminación - 4.000 lámparas
- Condición: En uso.
- Rango:
  - En México: 19.º lugar
  - En Latinoamérica: 67.º lugar
  - En el mundo: 415.º lugar
  - En el mundo en 1956: 3.er lugar
  - En Ciudad de México: 12.º lugar